# كيث هاينز
كيث هاينز (بالإنجليزية: Keith Haynes)‏ هو كاتب بريطاني، ولد في 10 ديسمبر 1963 في كارديف في المملكة المتحدة.